# Langer Marsch 12
Die Langer Marsch 12 (chinesisch 长征十二, Pinyin Chángzhēng shí’èr, kurz CZ-12) ist eine orbitale Trägerrakete des chinesischen Staatsbetriebs China Aerospace Science and Technology Corporation (CASC). Die Rakete soll Nutzlasten von mindestens bis zu 12 t Masse in niedrige Erdumlaufbahnen bringen können. Sie besteht aus zwei Stufen und verwendet Kerosin als Treibstoff.
Die erste CZ-12 startete erfolgreich am 30. November 2024. Es war der erste Start vom kommerziellen Kosmodrom Hainan, einer Erweiterung des Weltraumbahnhofs Kosmodrom Wenchang auf der Insel Hainan.

## Starts
| Lfd. Nr. | Datum (UTC)         | Ser.-Nr. | Startplatz | Nutzlast             | Art der Nutzlast             | Orbit 1 | Anmerkungen |
| -------- | ------------------- | -------- | ---------- | -------------------- | ---------------------------- | ------- | ----------- |
| 01       | 30. Nov. 2024 14:25 | Y1       | Hainan     | HJSW JSW-03          | Kommunikationssatellit/TE TE | LEO     | Erfolg      |
| 02       | 4. Aug. 2025 10:21  | Y2       | Hainan     | Huliangwang Digui 07 | 9× Kommunikation             | LEO     | Erfolg      |

Die Abkürzung „TE“ steht für „Technologieerprobung“, also das Testen neuer Satellitentechnik.